# Juniperus mucronata
Juniperus mucronata ist eine Pflanzenart aus der Familie der Zypressengewächse (Cupressaceae). Sie ist im Norden Mexikos heimisch.

## Beschreibung
Juniperus mucronata wächst als immergrüner Strauch oder kleiner Baum, der Wuchshöhen von 8 bis 15 Meter und Brusthöhendurchmesser von bis zu 50 Zentimeter erreichen kann. Die Äste gehen gerade oder aufsteigend vom Stamm ab und bilden eine pyramidenförmige Krone, die mit zunehmendem Alter breiter oder unregelmäßiger wird. Die lockeren Zweige werden 0,8 bis 1,3 Millimeter dick und haben einen viereckigen Querschnitt. Die glatte, rotbraune oder purpurfarbene Borke wird mit der Zeit grau und blättert in kleinen Schuppen ab; dickere Stämme haben eine rissige Borke. Das Kernholz ist meist hell purpur gefärbt.
Die schuppenartigen, grau- bis gelbgrünen Nadeln erreichen eine Länge von 1,3 bis 2 Millimeter und eine Breite von 0,7 bis 1 Millimeter. Ihre Spitze ist stachelig und die Nadelränder sind ganzrandig. Auf ihrer Oberfläche befinden sich mehrere auffällige Drüsen, wobei die größeren meist inaktiv sind. Die Nadeln stehen kreuzgegenständig an den Zweigen.
Juniperus mucronata ist zweihäusig getrenntgeschlechtig (diözisch). Die Zapfen reifen nach ein bis zwei Jahren. Die beerenförmigen Zapfen stehen an 3 bis 6 Millimeter langen Stielen und sind bei einer Länge von 5 bis 7 Millimeter und einer Dicke von 5 bis 9 Millimeter kugelig bis nierenförmig geformt. Anfangs sind sie grün gefärbt und verfärben sich zur Reife hin purpurrot, dunkelblau oder hellbraun und haben eine blaugrüne Tönung. Jeder der fleischigen Zapfen trägt ein bis fünf hellbraune Samenkörner. Die gerillten Samen erreichen eine Länge von 3 bis 5 Millimeter und eine Breite von 2 bis 4 Millimeter. An ihrer Basis befinden sich kleine Harzgruben.

## Vorkommen und Gefährdung
Das natürliche Verbreitungsgebiet von Juniperus mucronata liegt nur im Gebiet um Yécora und den Maicoba River nahe der Grenze zwischen den beiden nördlichen mexikanischen Bundesstaaten Chihuahua und Sonora.
Juniperus mucronata gedeiht an den aus Basalt entstandenen Hängen entlang des Maicoba Rivers und benachbarter Flüsse. Sie wächst dort etwa 30 bis 60 Meter oberhalb der Gewässer und bildet Mischbestände mit der Mexikanischen Zypresse (Cupressus lusitanica), dem Alligator-Wacholder (Juniperus deppeana) sowie Eichen-Arten (Quercus spec.).
Juniperus mucronata wird in der Roten Liste der IUCN 2011 als „Vulnerable“ = „verletzlich“ eingestuft. Diese Einstufung erfolgte aufgrund des bisher bekannten, kleinen Verbreitungsgebiet dieser Art. Die genaue Bestandsgröße ist nicht bekannt; es wird angenommen, dass es weniger als 1000 ausgewachsene Exemplare gibt.

## Systematik
Robert Phillip Adams sammelte diese Art das erste Mal 1998. Die Erstbeschreibung als Juniperus mucronata erfolgte 2000 durch Robert Phillip Adams in Biochemical Systematics and Ecology, Band 28, Nummer 1, Seite 158. Ob es sich bei Juniperus mucronata um eine eigenständige Art handelt ist umstritten. So wird sie auch dem Rocky-Mountain-Wacholder (Juniperus scopulorum) zugeordnet oder als Varietät Juniperus blancoi var. mucronata (R.P.Adams) Farjon von Juniperus blancoi angesehen. Für eine Stellung als eigene Art sprechen die räumlich voneinander getrennten Verbreitungsgebiete, die morphologischen Unterschiede sowie die unterschiedliche chemische Zusammensetzung der Terpene. Adams führte 2000 auch RAPD-Untersuchungen durch, wobei sich herausstellte, dass sich Juniperus blancoi und Juniperus mucronata von Juniperus scopulorum unterscheiden. Bei R. P. Adams: Junipers of the world: the genus Juniperus, 2. Auflage 2008, 3. Auflage 2011 und 4. Auflage 2014 gibt es Informationen jüngeren Datums. 
Juniperus mucronata gehört zur Sektion Sabina innerhalb der Juniperus.